# 1420
1420 (MCDXX) a fost un an bisect al calendarului iulian, care a început într-o zi de luni.

## Evenimente
- Instaurarea suzeranității otomane asupra Țării Românești.
- Prima ciocnire militară a Moldovei condusă de Alexandru cel Bun și turcii care au vrut să cucerească cetatea Chilia, fără succes din partea otomanilor.

## Nașteri
- 14 octombrie: Tomas de Torquemada, primul Mare Închizitor al Spaniei (d. 1498)

## Decese
- decembrie: Qara Yusif  (n. 1357)
- dată necunoscută: Grigore Țamblac scriitor ucrainean (n. 1365)
- 15 august: Mihail I  (n. ?)
- dată necunoscută: Epifanie cel Înțelept  (n. ?)
- dată necunoscută: Doamna Mara  (n. ?)
- dată necunoscută: Tomas Erneborn  (n. ?)
- 26 martie: Doamna Anastasia  (n. ?)